# Klek Knights
I Klek Knights sono una squadra di football americano di Klek (municipalità di Zrenjanin), in Serbia; fondati nel 2005, hanno vinto 1 EFAF Challenge Cup.

## Dettaglio stagioni

### Tornei nazionali

#### Campionato

##### Superliga
| Stagione | regular season | regular season | regular season | regular season | regular season | regular season | playoff | playoff | playoff | playoff | playoff | playoff                    | playoff          |
|          | Vin            | Par            | Per            | Tot            | PF             | PS             | Vin     | Per     | Tot     | PF      | PS      | risultato                  | avversaria       |
| -------- | -------------- | -------------- | -------------- | -------------- | -------------- | -------------- | ------- | ------- | ------- | ------- | ------- | -------------------------- | ---------------- |
| 2011     | 6              | 0              | 0              | 6              | 209            | 98             | 1       | 1       | 2       | 56      | 26      | Secondo turno di wild card | Pančevo Panthers |
| 2012     | 0              | 0              | 7              | 7              | 42             | 275            | -       | -       | -       | -       | -       | Retrocessi                 | -                |
| Totale   | 6              | 0              | 7              | 13             | 251            | 373            | 1       | 1       | 2       | 56      | 26      |                            |                  |

Fonti: Enciclopedia del Football - A cura di Roberto Mezzetti

##### Prva Liga (secondo livello)/Druga Liga
| Stagione | regular season | regular season | regular season | regular season | regular season | regular season | playoff | playoff | playoff | playoff | playoff | playoff             | playoff          |
|          | Vin            | Par            | Per            | Tot            | PF             | PS             | Vin     | Per     | Tot     | PF      | PS      | risultato           | avversaria       |
| -------- | -------------- | -------------- | -------------- | -------------- | -------------- | -------------- | ------- | ------- | ------- | ------- | ------- | ------------------- | ---------------- |
| 2013     | 3              | 0              | 2              | 5              | 122            | 129            | -       | -       | -       | -       | -       | -                   | -                |
| 2014     | 1              | 0              | 5              | 6              | 60             | 164            | -       | -       | -       | -       | -       | Retrocessi          | -                |
| 2018     | 3              | 0              | 2              | 5              | 108            | 112            | 1       | 2       | 3       | 69      | 81      | Finale/Non promossi | Bor Golden Bears |
| 2019     | 2              | 0              | 2              | 4              | 86             | 61             | 1       | 1       | 2       | 39      | 45      | Finale              | Banat Bulls      |
| 2020     | 0              | 0              | 3              | 3              | 51             | 171            | -       | -       | -       | -       | -       | -                   | -                |
| 2021     | 0              | 0              | 4              | 4              | 12             | 169            | -       | -       | -       | -       | -       | -                   | -                |
| 2022     | 2              | 0              | 1              | 3              | 48             | 39             | 0       | 1       | 1       | 0       | 32      | Finale              | Bucharest Rebels |
| Totale   | 11             | 0              | 19             | 30             | 487            | 845            | 2       | 4       | 6       | 108     | 158     |                     |                  |

Fonti: Enciclopedia del Football - A cura di Roberto Mezzetti

##### Treća Liga
| Stagione | regular season | regular season | regular season | regular season | regular season | regular season | playoff | playoff | playoff | playoff | playoff | playoff    | playoff               |
|          | Vin            | Par            | Per            | Tot            | PF             | PS             | Vin     | Per     | Tot     | PF      | PS      | risultato  | avversaria            |
| -------- | -------------- | -------------- | -------------- | -------------- | -------------- | -------------- | ------- | ------- | ------- | ------- | ------- | ---------- | --------------------- |
| 2015     | 0              | 0              | 4              | 4              | 8              | 79             | -       | -       | -       | -       | -       | -          | -                     |
| 2016     | 3              | 0              | 1              | 3              | 117            | 49             | 1       | 1       | 2       | 30      | 26      | Semifinale | Novi Sad Wild Dogs    |
| 2017     | 3              | 0              | 0              | 3              | 76             | 12             | 3       | 0       | 3       | 76      | 13      | Campioni   | Kraljevo Royal Crowns |
| Totale   | 6              | 0              | 5              | 11             | 201            | 140            | 4       | 1       | 5       | 106     | 39      |            |                       |

Fonti: Enciclopedia del Football - A cura di Roberto Mezzetti

### Tornei internazionali

#### EFAF Challenge Cup
| Stagione | regular season | regular season | regular season | regular season | regular season | regular season | playoff | playoff | playoff | playoff | playoff | playoff    | playoff            |
|          | Vin            | Par            | Per            | Tot            | PF             | PS             | Vin     | Per     | Tot     | PF      | PS      | risultato  | avversaria         |
| -------- | -------------- | -------------- | -------------- | -------------- | -------------- | -------------- | ------- | ------- | ------- | ------- | ------- | ---------- | ------------------ |
| 2009     | 2              | 0              | 1              | 3              | 101            | 58             | 0       | 1       | 1       | 28      | 42      | Semifinale | Hogs Reggio Emilia |
| 2010     | 2              | 0              | 0              | 2              | 75             | 53             | 2       | 0       | 2       | 64      | 39      | Campioni   | Istanbul Cavaliers |
| Totale   | 4              | 0              | 1              | 5              | 176            | 111            | 2       | 1       | 3       | 92      | 81      |            |                    |

Fonti: Enciclopedia del Football - A cura di Roberto Mezzetti

#### IFAF CEI Interleague
| Stagione | regular season | regular season | regular season | regular season | regular season | regular season | playoff | playoff | playoff | playoff | playoff | playoff   | playoff    |
|          | Vin            | Par            | Per            | Tot            | PF             | PS             | Vin     | Per     | Tot     | PF      | PS      | risultato | avversaria |
| -------- | -------------- | -------------- | -------------- | -------------- | -------------- | -------------- | ------- | ------- | ------- | ------- | ------- | --------- | ---------- |
| 2011     | 1              | 0              | 3              | 4              | 102            | 122            | -       | -       | -       | -       | -       | -         | -          |
| Totale   | 1              | 0              | 3              | 4              | 102            | 122            | -       | -       | -       | -       | -       |           |            |

Fonti: Enciclopedia del Football - A cura di Roberto Mezzetti

### Riepilogo fasi finali disputate
| Anno           | Luogo     | Evento             | Fase del torneo       | Incontro                             | Risultato |
| 27 giugno 2009 | Scandiano | EFAF Challenge Cup | Semifinale            | Hogs Reggio Emilia - Klek Knights    | 42 - 28   |
| 17 luglio 2010 | Istanbul  | EFAF Challenge Cup | Finale                | Istanbul Cavaliers - Klek Knights    | 14 - 36   |
| 25 giugno 2011 |           | Superliga          | Secondo turno playoff | Pančevo Panthers - Klek Knights      | 20 - 7    |
| 16 luglio 2016 | Novi Sad  | Treća Liga         | Semifinale            | Novi Sad Wild Dogs - Klek Knights    | 6 - 0     |
| 18 giugno 2017 |           | Treća Liga         | Finale                | Klek Knights - Kraljevo Royal Crowns | 20 - 5    |
| 16 giugno 2018 |           | Druga Liga         | Finale                | Novi Sad Wild Dogs - Klek Knights    | 27 - 18   |
| 30 giugno 2019 |           | Druga Liga         | Finale                | Banat Bulls - Klek Knights           | 49 - 3    |
| 7 maggio 2022  |           | Druga Liga         | Finale                | Bucharest Rebels - Klek Knights      | 32 - 0    |

## Palmarès
- 1 EFAF Challenge Cup (2010)
- 1 Treća Liga (2017)